# Partido Comunista Húngaro
El Partido Comunista Húngaro (PCH, en húngaro: Magyar Kommunista Párt o MKP) fue un partido político de ideología izquierdista y comunista que existió en Hungría. Fue denominado entre 1918-1919 y 1943-1944 como Partido de los Comunistas de Hungría, en 1919 fue denominado Partido de los Obreros Comunistas Socialistas en Hungría, en 1943-1944 Partido de la Paz.
El partido tuvo un destacado papel durante los meses posteriores al final de la Gran Guerra, época en la cual aumentó su membresía e influencia. Los comunistas húngaros junto a los socialistas lograron hacerse con el poder en 1919 y proclamaron la llamada República Soviética Húngara, que gobernaría el país durante un corto período antes de que las potencias aliadas invadieran el país y depusieran el gobierno "soviético". Los comunistas sufrieron una durísima represión durante los siguientes años, obligando al partido a pasar a la clandestinidad o en el mejor de los casos, al exilio. El partido volvió a ganar relevancia hacia el final de la Segunda Guerra Mundial, cuando los soviéticos ocuparon Hungría y derrotaron al régimen húngaro pronazi. En 1948 el Partido Comunista se unió con los socialistas para formar el Partido de los Trabajadores Húngaros (MDP).

## Historia

### Fundación

Logo del Partido de los Comunistas de Hungría (1943-1944)

El Partido Comunista fue fundado a finales de 1918, coincidiendo con el final de la Primera Guerra Mundial, el colapso del Imperio austrohúngaro y la independencia de Hungría.
El 24 de noviembre de 1918, Béla Kun junto con los socialdemócratas de izquierda y socialistas revolucionarios fundaron el Partido Comunista de Hungría de tendencia marxista-leninista. De pequeño tamaño, el partido agrupaba a la izquierda opuesta al Gobierno de coalición social-liberal. Insatisfecho con los resultados de la primera revolución que había hecho caer el Imperio Austrohúngaro, el partido trató de movilizar al proletariado húngaro para desencadenar una segunda que sentase las bases de un sistema socialista. El diario principal del PCH era el Vörös Ujság ("El diario rojo"), que apareció a comienzos de diciembre con un llamamiento a la revolución socialista y rechazando el establecimiento de una asamblea constituyente y una democracia burguesa. Al mismo tiempo, trató de lograr el respaldo de las nuevas unidades militares que el Gobierno de Károlyi intentó formar —con escaso éxito ante la apatía de obreros y campesinos, que veían insuficientes las reformas del Gobierno como para tomar de nuevo las armas—. Temiendo que una guardia roja quedase bajo el control del consejo de soldados de Budapest, dirigido por los socialistas, el PCH decidió armar directamente a sus partidarios gracias a la compra clandestina de armamento entregado por las fuerzas alemanas en retirada de acuerdo al armisticio de Belgrado. El éxito de los comunistas en sus intentos por atraer a los soldados hizo que en marzo la toma del poder fuese prácticamente incruenta y la mayoría de las unidades respaldasen al nuevo Gobierno. La agitación comunista no se limitó a los soldados, sino que se extendió a los obreros, las minorías e incluso a las tropas extranjeras de la Entente que ocupaban algunas porciones de Hungría.

### República Soviética Húngara
Entre 1918 y 1919 estuvo brevemente al frente del gobierno de la recién proclamada República Soviética Húngara de Béla Kun, después de haberse hecho con el control del gobierno y las instituciones oficiales húngaras. Sin embargo, el gobierno comunista contó con una fuerte oposición interna, y sus vecinos recelaban del nuevo gobierno revolucionario. Tras unos meses en el poder, el gobierno de Béla Kun fue derrocado por el ejército rumano y tras ser duramente reprimido, el Partido Comunista pasó a la clandestinidad. 

### Época posterior
El partido se recuperó al final de la Segunda Guerra Mundial y volvió a formar parte del gobierno húngaro partir del 1945, ahora bajo la dirección de Mátyás Rákosi. En 1948 el partido se unó junto a los Socialdemócratas para convertirse en el Partido de los Trabajadores Húngaros (MDP).

## Resultados electorales
| Elecciones | Asamblea nacional | Asamblea nacional | Asamblea nacional | Asamblea nacional | Posición                             |
| Elecciones | # de votos        | % de votos        | # de de escaños   | +/–               | Posición                             |
| ---------- | ----------------- | ----------------- | ----------------- | ----------------- | ------------------------------------ |
| 1944       |                   |                   | 89/498            |                   | Coalición con FKgP, MSZMP, PNC y PDP |
| 1945       | 801.986 (#3)      | 16,96 %           | 70/409            | 19                | Coalición con FKgP, MSZMP y PNC      |
| 1947       | 1.111.001 (#1)    | 22,25 %           | 100/411           | 30                | Coalición con FKgP, MSZMP y PNC      |

## Afiliación internacional
El Partido Comunista Húngaro era un miembro de la Internacional Comunista.

## Líderes del partido
- Béla Kun (1918–1919)
- János Kádár (1943–1944)
- Mátyás Rákosi (1945–1948)